# Раковский, Георгий
Георгий Стойков Раковский (болг. Георги Стойков Раковски, настоящее имя болг. Съби Стойков Попович; 14 апреля 1821, Котел, Османская империя — 9 октября 1867, Бухарест, Османская империя) — болгарский революционер, один из организаторов национально-освободительного движения в Болгарии против турецкого господства, историк, этнограф, поэт, писатель и публицист. Один из «четырёх великих» (Четеримата големи) болгарского движения освобождения от Османской империи, к которым причисляют ещё Христо Ботева, Любена Каравелова, Васила Левского.

## Биография
Родился 2 (14) апреля 1821 года в городе Котел. В молодости взял себе фамилию Раковский, в честь села Раково (близ Сливена), откуда происходили предки его отца Стойко Поповича. В 1828—1834 годах учился в школе родного города, затем до 1836 года — в Карлово. В конце 1837 года вместе с отцом отправился в Константинополь, где учился в известной греческой школе. Там под влиянием, в основном, Неофита (Бозвели), а также Илариона Макариопольского и Савы Доброплодного, он включился в борьбу за церковную независимость.
В 1841 году Георгий Раковский организовал в Афинах «Тайное македонское общество» для подготовки вооружённого выступления в Болгарии и Северной Греции. Выступал с идеей общебалканской солидарности в борьбе с турецким деспотизмом. В феврале 1842 года возглавил Браильское восстание, за участие в котором был приговорён местными властями к смертной казни, но как греческий подданный передан греческим властям для исполнения приговора. С помощью греческого посла в Константинополе Маврокордатоса ему удалось бежать во Францию и поселиться в Марселе. Через полтора года Раковский вернулся в Болгарию и поселился в городе Котел. Здесь он принял имя своего дяди или брата матери — Георгий Мамарчев. В 1843 году он снова, вместе с отцом, участвовал в антитурецким восстанием в Браиле, был арестован и отправлен в Константинополь, где его приговорили к семи годам одиночного заключения. В мае 1848 года все участники беспорядков в Браиле были помилованы. Несколько лет прожил он в турецкой столице, зарабатывая на жизнь то адвокатской практикой, то торговлей.
Болгарская диаспора в Константинополе активно боролась в то время за автокефалию Болгарской Церкви (см. Греко-болгарская схизма) — и Раковский принял самое живое участие в этой борьбе. Начавшаяся в 1853 году Крымская война отвлекла Георгия Раковского от этой борьбы.После начала Крымской войны (1853) Раковский вместе с группой болгар основал в Sistova  Тайное общество, на которое возлагалась задача сбора денег на освобождение и сведений об османских войсках, а также передачи их русскому военному командованию. Вновь созданное Тайное общество приняло в качестве флага будущей болгарской республики триколор – белый, зеленый и красный. Для выполнения этой задачи Раковский и его товарищи вступили в турецкую армию в качестве переводчиков. Однако их деятельность была раскрыта, и он был арестован снова. Однако, когда его доставили в Константинополь, ему удалось бежать. Члены Тайного общества продолжают собирать средства, внося 20 процентов пожертвований в общественный центр и 80 процентов на вооружение. В то время Свиштов имел статус свободного региона на основании Sistova договора, заключенного 5 августа 1791 года между Австрией и Османской империей, в котором городом мог управлять только Валиде Ханым – мать султана. Однако, когда его доставили в Константинополь, ему удалось бежать. В июне 1854 года он руководил отрядом из двенадцати человек в Балканских горах (Стара-Планина). Сделал попытку выйти на связь с русскими войсками, которые в это время переправились через Дунай. Однако осенью русская армия отошла за Дунай, и Раковский расформировал свой отряд.
Некоторое время скрывался в Котеле; с 1855 года жил в эмиграции — в Новом Саде (тогда — в составе Венгрии, ныне — в Сербии) и в Молдове, в болгарском этническом гнезде Болграде; 7 марта 1858 года он пересёк молдавско-русскую границу вблизи болгарского села Кубей (невдалеке от Болграда). Здесь он написал стихи «Задержка в Кубейском карантине» и «Раздумья о прошлом Болгарии». В России Раковский активно работал с болгарской диаспорой; был наставником болгар, учившихся в Одесской духовной семинарии. В 1860 году Раковский написал антироссийский памфлет «Преселение в Русия или руската убийствена политика за българите» и в 1861 году издал его в Бухаресте под псевдонимом «Един българин». Книга была наполнена резкими выражениями (что видно даже из заглавия), суть же проблемы состояла в том, что между Россией и Турцией происходило нечто вроде обмена населением, когда болгары массово селились на пепелищах эмигрировавших в Турцию из Мелитопольского уезда ногайцев. В итоге, Турция становилась более мусульманской и более тюркской, а Россия — более славянской и православной. И Россия, и Турция выигрывали; болгары же оказывались в проигрыше: для них стремительно уменьшался шанс возродить национальную государственность. Не ограничиваясь, однако, этими объективными соображениями, Раковский пугал своих соплеменников перспективой обращения в крепостных.
В Румынии, вероятно, уже после Крымской войны, Раковский познакомился с Георгием Пулевским. В 1861—1862 годах Раковский создал в Белграде Первую Болгарскую легию. А Георгий Пулевский сформировал в составе Легии понтонерскую чету, вскоре доставившую много неприятностей турецкому гарнизону Белграда.
В конце 1866 года Раковский объединил нескольких проживавших в Бухаресте четнических воевод для создания единого фронта по освобождению Болгарии. Г. Раковский — идеолог четнической тактики в освободительной борьбе болгарского народа. Он рассматривал создаваемые партизанские отряды как инициативную силу, вовлекающую в борьбу широкие массы народа. В составленном им в 1867 году «Временном законе лесных народных отрядов» сформулирована мысль о превращении отдельных чет в части централизованной воинской организации. Выступал за создание тайных обществ с целью пропаганды идей восстания против турецких властей.
Г. Раковский показал себя также как незаурядный, страстный поэт. В поэме «Лесной спутник» («Горскій пътник». — Нови-Сад, 1857) воспел борьбу болгарских гайдуков против угнетателей. В издававшихся им газетах «Българска дневница», «Дунавскый Лебедъ» (Београд, 1860—1861), журнале «Бъдущност» (Бухарест, 1864) проводил идеи братской солидарности балканских народов в борьбе за своё освобождение.
Скончался в Бухаресте от туберкулёза 9 октября 1867 года.

## Потомки
Внуком Г. С. Раковского был известный революционер-большевик Христиан Раковский. Во время Балканских войн Х. Раковский занимал про-турецкую позицию.

## Память
- в Народной Республике Болгария в его честь было названо высшее военно-учебное заведение — Военная Академия им. Г. С. Раковского[3]
- в городе Болград (Одесская область, Украина) в его честь названо учебное заведение — гимназия им. Г. С. Раковского.

## Сочинения
- Съчинения. — София, 1922.